# Зильц (Пфальц)
Зильц (нем. Silz) — община в Германии, в земле Рейнланд-Пфальц.
Входит в состав района Южный Вайнштрассе. Подчиняется управлению Аннвайлер ам Трифельс. Население составляет 816 человек (на 31 декабря 2010 года). Занимает площадь 8,51 км².